# Колумбия на зимних Олимпийских играх 2018
Колумбия на зимних Олимпийских играх 2018 года была представлена 4 спортсменами в 2 видах спорта. Колумбия всего лишь во второй раз в истории принимала участие в зимних Играх. Первое участие колумбийцев состоялось в 2010 году, где страну представляла горнолыжница Синтия Денцлер. На церемонии открытия Игр право нести национальный флаг было доверено чемпиону мира в спидскейтинге Педро Каусилю, который в Пхёнчхане принимал участие в конькобежном спорте, а на церемонии закрытия знаменосцем был горнолыжник Микаэль Поэттоз, который на Играх в Пхёнчхане выступил в двух дисциплинах. По итогам соревнований сборная Колумбии вновь осталась без медалей зимних Игр.

## Состав сборной
Горнолыжный спорт
1. Микаэль Поэттоз

 Конькобежный спорт
1. Педро Каусиль
2. Лаура Гомес

 Лыжные гонки
1. Себастьян Упримни

## Результаты соревнований

### Коньковые виды спорта

#### Конькобежный спорт
По сравнению с прошлыми Играми в программе конькобежного спорта произошёл ряд изменений. Были добавлены соревнвнования в масс-старте, где спортсменам необходимо будет преодолеть 16 кругов, с тремя промежуточными финишами, набранные очки на которых помогут в распределении мест, начиная с 4-го. Также впервые с 1994 года конькобежцы будут бежать дистанцию 500 метров только один раз. Распределение квот происходило по итогам первых четырёх этапов Кубка мира. По их результатам был сформирован сводный квалификационный список, согласно которому сборная Колумбии стала обладателем олимпийских квот на дистанциях 500 и 1000 метров у мужчин. Олимпийские лицензии для страны принёс трёхкратный чемпион Панамериканских игр в катании на роликовых коньках Педро Каусиль. За неделю до Игр ещё одну лицензию получила Лаура Гомес. Колумбия стала первой в истории южноамериканской страной, завоевавшей олимпийскую лицензию в конькобежном спорте.
Мужчины
Индивидуальные гонки
| Соревнование | Спортсмены    | Результат | Место | Отставание |
| ------------ | ------------- | --------- | ----- | ---------- |
| 500 метров   | Педро Каусиль | 35,196    | 20    | +0,78      |
| 1000 метров  | Педро Каусиль | 1:10,71   | 34    | +2,76      |

Женщины
Масс-старт
| Соревнование | Спортсмены  | Полуфинал | Полуфинал | Полуфинал | Полуфинал | Полуфинал | Финал                 | Финал                 | Финал                 | Финал                 |
| Соревнование | Спортсмены  | Забег     | Круги     | Очки      | Время     | Место     | Круги                 | Очки                  | Время                 | Место                 |
| ------------ | ----------- | --------- | --------- | --------- | --------- | --------- | --------------------- | --------------------- | --------------------- | --------------------- |
| масс-старт   | Лаура Гомес | 1         | 16        | 0         | 8:54,99   | 10        | завершила выступление | завершила выступление | завершила выступление | завершила выступление |

### Лыжные виды спорта

#### Горнолыжный спорт
Квалификация спортсменов для участия в Олимпийских играх осуществлялась на основании специального квалификационного рейтинга FIS по состоянию на 21 января 2018 года. При этом НОК для участия в Олимпийских играх мог выбрать только того спортсмена, который вошёл в топ-500 олимпийского рейтинга в своей дисциплине, и при этом имел определённое количество очков, согласно квалификационной таблице. Страны, не имеющие участников в числе 500 сильнейших спортсменов, могли претендовать только на квоты категории «B» в технических дисциплинах. По итогам квалификационного отбора сборная Колумбии завоевала олимпийскую лицензию категории «B» в мужских соревнованиях, которую своими успешными выступлениями заработал Микаэль Поэттоз.
Мужчины
| Соревнование      | Спортсмены      | Скоростной спуск/ 1 спуск | Скоростной спуск/ 1 спуск | Слалом/ 2 спуск | Слалом/ 2 спуск | Всего   | Место | Отставание |
| Соревнование      | Спортсмены      | Время                     | Место                     | Время           | Место           | Всего   | Место | Отставание |
| ----------------- | --------------- | ------------------------- | ------------------------- | --------------- | --------------- | ------- | ----- | ---------- |
| слалом            | Микаэль Поэттоз | 57,46                     | 44                        | 1:00,00         | 37              | 1:57,46 | 37    | +18,47     |
| гигантский слалом | Микаэль Поэттоз | 1:21,41                   | 73                        | DNF             | DNF             | —       | —     | —          |

#### Лыжные гонки
Квалификация спортсменов для участия в Олимпийских играх осуществлялась на основании специального квалификационного рейтинга FIS по состоянию на 21 января 2018 года. Для получения олимпийской лицензии категории «A» спортсменам необходимо было набрать максимум 100 очков в дистанционном рейтинге FIS. При этом каждый НОК может заявить на Игры 1 мужчину и 1 женщины, если они выполнили квалификационный критерий «B», по которому они смогут принять участие в спринте и гонках на 10 км для женщин или 15 км для мужчин. По итогам квалификационного отбора сборная Колумбии завоевала одну мужскую олимпийскую лицензию категории «B» в гонке на 15 км, благодаря успешным выступлениям Себастьяна Упримни.
Мужчины
Дистанционные гонки
| Соревнование           | Спортсмены        | Результат | Место | Отставание |
| ---------------------- | ----------------- | --------- | ----- | ---------- |
| 15 км свободным стилем | Себастьян Упримни | 58:08,1   | 115   | +24:24,2   |